# تصرف عدوانی (رمان)
تصرف عدوانی - داستانی دربارهٔ عشق، ششمین رمان نویسنده سوئدی، لنا آندرشون است. نسخه فارسی این اثر با ترجمه سعید مقدم و توسط نشر مرکز نخستین بار در سال ۱۳۹۵ منتشر شده‌است.